# Деривативы в энергетике
Деривативы в энергетике — производные финансовые инструменты, базовым активом которых являются ископаемое топливо, моторное топливо или электроэнергия.

## История

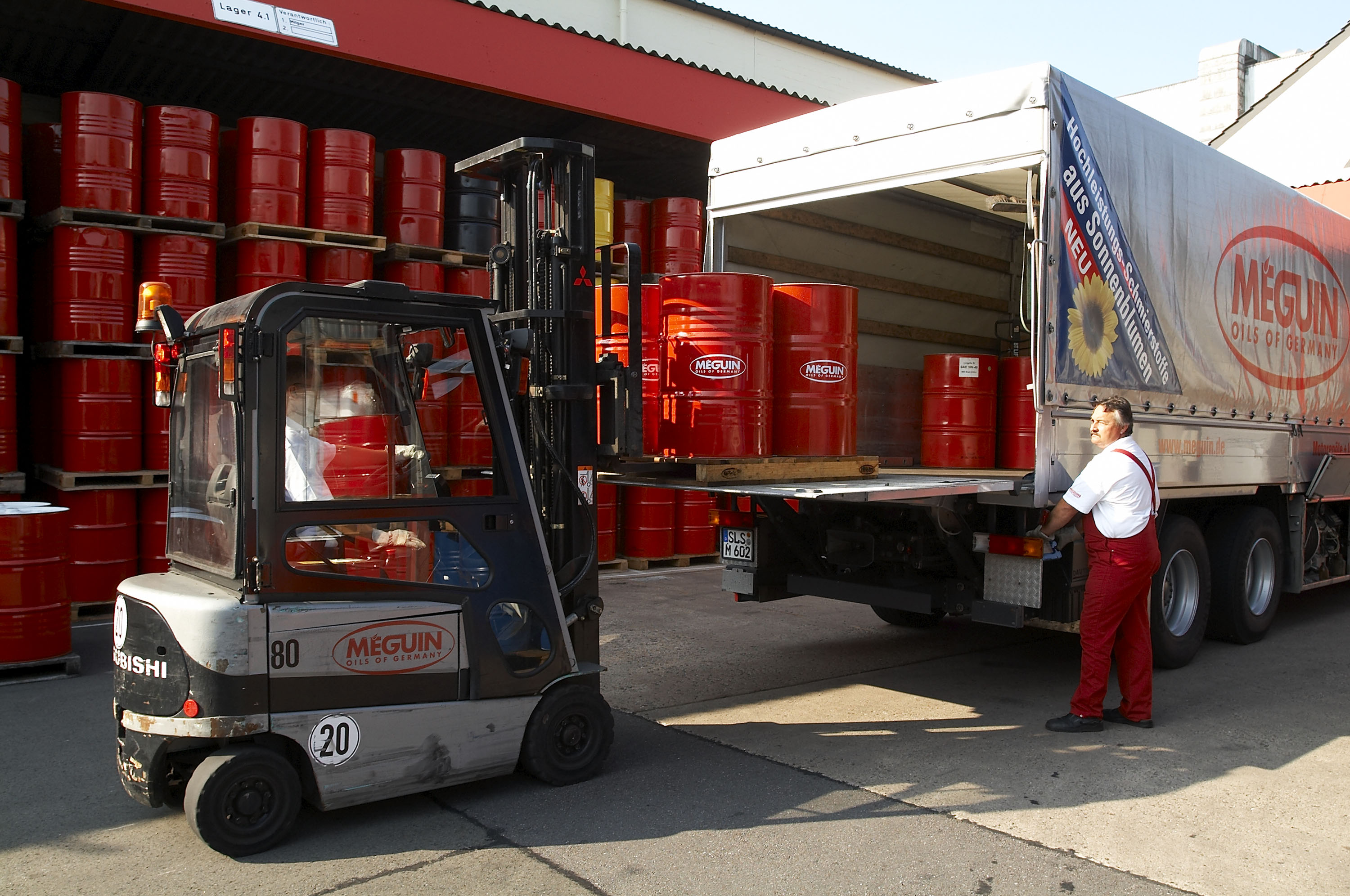
Нефть — один из базовых активов поставочных энергетических деривативов

Первый фьючерсный контракт на поставку печного топлива был исполнен в 1978 году. В том же году появились срочные контракты на природный газ, газойль, нефть, бензин и электроэнергию. Некоторые исследователи полагают, что, с точки зрения экономической теории, до 70-х годов XX века нельзя говорить о мировом рынке нефти и нефтепродуктов, потому что её добыча и переработка была в руках вертикально интегрированных нефтяных монополий. В середине 1980-х годов широкое применение в топливно-энергетическом комплексе нашли опционы.
Попытки внедрения фьючерсных контрактов на энергоносители делались и ранее, но все они были неудачными. Первая из таких попыток была предпринята в середине 1970-х годов, это был контракт на пропан на непрофильной Нью-Йоркской бирже хлопка. В 1974 году провалилась попытка организовать торговлю жидким топливом на бирже срочных сделок в Амстердаме, аналогичные инициативы не пользовались успехом и на американском рынке во многом потому что крупные компании не видели смысла покупать товар на бирже, когда его можно было купить напрямую у поставщика.
Ситуация изменилась, когда частным лицам стало выгодно покупать топливо для отопления жилищ через поставочный фьючерс торговой площадки NYMEX. Подобные покупки оказались выгодными, поскольку биржевой сбор и брокерская комиссия оказались меньше наценок торговых компаний. Разразившийся нефтяной кризис 1979 года значительно поспособствовал популяризации фьючерсного рынка топлива, фьючерсы стали использовать для хеджирования. С 1986 года NYMEX начала торговлю опционом на нефтяной фьючерсный контракт, который моментально приобрёл популярность среди нефтяников.

## Биржевая торговля
Фьючерсные контракты на энергоносители улучшают систему распределения нефти и способствуют ценообразованию цен на нефть. Они могут быть заключены на любой месяц поставки на срок до семи лет вперед, но в большинстве случаев сроки фьючерсных контрактов составляют от 24 до 36 месяцев.
Основными финансовыми рынками для нефти являются международные нефтяные биржи, к примеру, Нью-Йоркская товарная биржа.
В сфере современного топливно-энергетического комплекса реальная поставка осуществляется относительно редко. Например, в 2000-х годах менее 2 % от общего числа заключенных фьючерсных контрактов подобного рода завершались поставкой товара. Основным способом исполнения контракта являлись обратные сделки, аналогичные офсетным сделкам, которым спекулянты закрывали позиции.
В России государство обязывает некоторых производителей продавать на бирже часть продукции. Например, согласно совместному приказу ФАС и Минэнерго, крупнейшие нефтяные компании обязаны продавать на бирже не менее 10 % выпущенного бензина и авиакеросина и 5 % дизельного топлива, причём правительство упорядочило выполнение вмененных обязательств специальными постановлениями.